# عايدة الكاشف
عايدة الكاشف مخرجة و ممثلة مصرية. وُلدت سنة 1988 و تخرّجت في المعهد العالي للسينما في القاهرة سنة 2009. و أبوها هو المخرج السينمائي رضوان الكاشف.
ظهر نبوغ عايدة الفني منذ الدراسة حيث أخرجت فيلمها الأول من خلال مشروع تخرجها "رابسودي في الخريف"، الذي نال عدة جوائز عربية. كما تعُرف بأنها ممثلة ومخرجة نسوية.، وشاركت بالتمثيل و الإخراج في أدوار قصيرة في مشروعات للطلبة، كما تدربت في فيلمي كاملة ذكري "عن العشق والهوي" و "سنة أولى نصب".
بعد تخرّج عايدة عملت سنة 2009 مساعدة للمخرج أسامة فوزي في فيلم "بالألوان الطبيعية"، ثم اشتركت بالتمثيل في فيلم سفينة ثسيوس سنة 2012 للمخرج الهندي أناند غاندي.، إلا أنّها لم تتمكن من حضور حفل تكريم الفيلم لانشغالها بمشاركتها في الأحداث السياسية في مصر.
كما شاركت عايدة بالتمثيل في عدة مسلسلات تلفزيونية عُرضت تجاريا، منها: "الجامعة" (2009) في دور ماريان، و "ليه لا"(٢٠٢٠) و "مجنونة بيك" (٢٠٢٢)، و "تغير جو" في سنة ٢٠٢٣.

## نشاطها الاجتماعي و السياسي
في سنة 2011 كانت عايدة ضمن جموع المحتجين في ميدان التحرير، حيث صوّرت جانبا من أحداث الربيع العربي في القاهرة أثناء وقوعها، وكانت من أولى المتظاهرين الذي احتلوا ميدان التحرير و أقاموا فيه في فترة الاعتصامات.
وثّقت عايدة بكاميرتها جوانب من أحداث المظاهرات و الاعتصامات مما عرضها لمخاطر في أحيان كثيرة، و في ذلك السياق نُقل عنها أنّها تعهدت وأصدقائها على العودة بالصواعق الكهربائية والسكاكين حماية لهم. و أنتجت فيلما يُظهِر اعتداءات جنسية تعرّضت لها النساء في أثناء المظاهرات من قبَل رجال، عُرِض في أنحاء العالم.
اعتُقلت عايدة في نوفمبر 2013 لمشاركتها في مظاهرات لا للمحاكمات العسكرية للمدنين.
كما سجّلت عايدة بكاميراتها مظاهر أسى الأسر الذين يذهبون إلى مشرحة زينهم في القاهرة لتفقّد أبنائهم الذين قتلوا في المظاهرات 
.

## جوائز
نالت عايدة الكاشف جائزة عن فيلمها "جناح رقم 3" من سند و هو صندوق لدعم تطوير الأفلام و مرحلة ما بعد الإنتاج التابع لمهرجان أبوظبي السينمائي.
و في 2014 نالت جائزة أفضل ممثلة مساعدة من جوائز السينما الوطنية عن دورها في فيلم سفينة ثيسيوس.
كما حصلت على جائزة الأفرو آسيوي كأفضل ممثلة عن دورها في فيلم سفينة ثسيوس 2012 في مهرجان دبي السنيمائي في دورته التاسعة.
وفي نوفمبب 2015 بدأت عايدة حملة تمويل جماعي لتغطية قسم من تكاليف فيلمها الوثائقي الواقعي الأول و موضوعه العنف المنزلي في مصر «يوم أكلت السمكة»، الذي توثّق فيه زيجات انتهت بقتل الزوجات أزواجهن.